# Bradburys Gruselkabinett
Bradburys Gruselkabinett (Originaltitel: The Ray Bradbury Theater) ist eine US-amerikanisch-kanadisch-britisch-französisch-neuseeländische Science-Fiction- und Fantasy-Fernsehserie. Von 1985 bis 1992 wurden in sechs Staffeln insgesamt 65 Episoden produziert, wovon die ersten sechs Folgen bei HBO, die übrigen bei USA Network ausgestrahlt wurden. Die Idee zu der Serie stammte von dem Schauspieler Larry Wilcox und seinem Produzenten Mark Massari, die beide auch Produzenten der Serie wurden, nachdem sie das Projekt 1984 Ray Bradbury vorgeschlagen hatten. Die Drehorte lagen in England, Kanada, Neuseeland und Frankreich.

## Inhalt
Sämtliche Drehbücher der Serie stammen von Ray Bradbury. Ihm war als Executive Producer völlige künstlerische Freiheit zugestanden worden. Bradbury benutzte daher für die Drehbücher entweder seine originalen Kurzgeschichten als Vorlage oder kombinierte Elemente verschiedener eigener Kurzgeschichten miteinander. Jede Episode beginnt mit einer Intro, die von Bradbury selbst gesprochen wird:
People ask where do you get your ideas. Well right here. All this is my Martian landscape. Somewhere in this room is an African veldt. Just beyond perhaps is a small Illinois town where I grew up. And I'm surrounded on every side by my magicians toyshop. I'll never starve here. I just look around, find what I need, and begin. I'm Ray Bradbury, and this is "The Ray Bradbury Theater".

## Ausstrahlung
Die Serie wurde ab 1985 in Kanada und den USA ausgestrahlt. Drei erste deutsche Folgen wurden 1988 unter dem Titel Bradbury Trilogie von der ARD synchronisiert und im Vorabendprogramm ausgestrahlt. 1991 und 1992 wurden 45 weitere Episoden von Tele 5 synchronisiert und unter dem neuen Serientitel Bradburys Gruselkabinett ausgestrahlt, wobei offenbar die drei Folgen der ARD neu synchronisiert wurden. Soweit bislang bekannt, fand danach bis heute (2012) keine Neuausstrahlung statt.

## Regisseure
Randy Bradshaw, Roger Tompkins, John Laing, Costa Botes, Brad Turner, Lee Tamahori, Paul Lynch, Bruce Pittman, Tom Cotter, Bruce McDonald, Ian Mune, Peter Sharp, John Philip Dayton, Anne Wheeler.

## Schauspieler
An der Serie wirkten u. a. folgende Schauspieler mit: James Coco, William Shatner, Peter O’Toole, Patrick Macnee, Jeff Goldblum, Drew Barrymore, Hal Linden, Michael Ironside, Robert Vaughn, Eugene Levy, Saul Rubinek, Donald Pleasence, Denholm Elliott, David Ogden Stiers, John Saxon, Harold Gould, Bruce Weitz, Barry Morse, Eddie Albert, David Carradine, Sally Kellerman, Vincent Gardenia, Robert Culp, Shawn Ashmore, Richard Benjamin, John Vernon, Elliott Gould, Tyne Daly, Lucy Lawless, Jean Stapleton, Marc Singer, Michael Hurst, Louise Fletcher, Magali Noël, John Glover, Howard Hesseman und Shelley Duvall.

## Episoden

### Bradbury Trilogie
1. Die Marionetten AG (Marionettes, Inc.), Deutsche Erstausstrahlung: 5. Januar 1988 ARD
2. Ein Fremder in der Stadt (The Playground), 12. Januar 1988.
3. Die Menge aus dem Nichts (The Crowd), 19. Januar 1988.

### Bradburys Gruselkabinett
1. Das Mörderlein (The small assassin), Deutsche Erstausstrahlung 7. September 1991, Tele 5.
2. Bestrafung ohne Verbrechen (Punishment without crime), 14. September 1991
3. Der Sarg (The coffin), 21. September 1991.
4. Die alte Frau und der Tod (There was an old woman), 28. September 1991.
5. Fingerabdrücke (The fruit of the bottom of the bowl), 5. Oktober 1991.
6. Das Skelett (The skeleton), 12. Oktober 1991.
7. Der Bote (The emissary), 19. Oktober 1991.
8. Harmloses Spiel (Gotcha), 26. Oktober 1991.
9. Der Reisende (The man upstairs), 2. November 1991
10. Orientexpress gen Norden (On the Orient, North), 9. November 1991.
11. König der Echsen (Tyrannosaurus Rex), 16. November 1991.
12. Das böse Ende der Riabouchinska (And so died Riabouchinska), 23. November 1991.
13. Marionetten (Marionettes, Inc.), 30. November 1991.
14. Der Spielplatz (The playgrounds), 7. Dezember 1991.
15. Botin des Todes (Banshee), 14. Dezember 1991, Tele 5
16. Die Meute (The crowd), 21. Dezember 1991.
17. Die weinende Frau (The screaming woman), 28. Dezember 1991.
18. Exorzismus (Exorcism), 4. Januar 1992.
19. Die langen Jahre (The long years), 31. Mai 1992.
20. Der Untergang des Hauses Usher 2 (Usher II), 7. Juni 1992.
21. Das wundersame Harfenspiel (The day it rained forever), 14. Juni 1992.
22. Das schwarze Riesenrad (The black ferris), 21. Juni 1992.
23. Weg in die Vergangenheit (A touch of petulance), 28. Juni 1992.
24. Der Mörder (The murderer), 5. Juli 1992.
25. 102 Grad Fahrenheit (Touched with fire), 12. Juli 1992.
26. Der Toynbee Konverter (The Toynbee convector), 19. Juli 1992.
27. Die Invasion der Riesenpilze (Boys! Raise giant mushrooms in your cellar!), 9. November 1992.
28. Zum Abgrund von Chicago (To the Chicago abyss), 10. November 1992
29. Der Zwerg (The dwarf), 11. November 1992.
30. Willkommen und Lebewohl (Hail and farewell), 12. November 1992.
31. Der Spuk des Neuen (The haunting of the new), 13. November 1992.
32. Der See (The lake), 16. November 1992.
33. Ein Wunder von seltener Kunst (A miracle of rare device), 17. November 1992.
34. Fußgänger (The pedestrian), 18. November 1992.
35. Ein Geräusch wie Donnerhall (A sound of thunder), 19. November 1992.
36. Die Steppe (The veldt), 20. November 1992.
37. Die Stimme des Windes (The wind), 23. November 1992.
38. Der wunderbare Tod des Dudley Stone (The wonderful death of Dudley Stone), 24. November 1992.
39. Zwei Seelen, ein Gedicht, 25. November 1992.
40. Begegnung auf dem Mars, 26. November 1992.
41. Fastfood für den Mars, 27. November 1992.
42. Das Glas (The jar), 30. November 1992.
43. Die Giftmischerin (Let’s play poison), 1. Dezember 1992.
44. Die Stunde Null (Zero hour), 2. Dezember 1992.
45. Mummenschanz (Colonel Stonesteel and the desperate empties), 3. Dezember 1992.
46. Zur Einsamkeit verdammt (The lonely one), 4. Dezember 1992.
47. Der Mars-Mensch (The Martian), 7. Dezember 1992.
48. Der absolut perfekte Mord (The utterly perfect murder), 8. Dezember 1992.

### Komplette Liste der Originalepisoden mit Erstausstrahlungsdatum
1. Marionettes, Inc., 21. Mai 1985
2. The Playground, 4. Juni 1985
3. The Crowd, 2. Juli 1985
4. The Town Where No One Got Off, 22. Februar 1986
5. The Screaming Woman, 22. Februar 1986
6. Banshee, 22. Februar 1986
7. The Fruit At the Bottom of the Bowl, 23. Januar 1988
8. Skeleton, 6. Februar 1988
9. The Emissary, 13. Februar 1988
10. Gotcha! 20. Februar 1988
11. The Man Upstairs, 5. März 1988
12. The Small Assassin, 9. April 1988
13. Punishment Without Crime, 16. April 1988
14. On the Orient, North, 29. April 1988
15. The Coffin, 7. Mai 1988
16. Tyrannosaurus Rex, 14. Mai 1988
17. There Was an Old Woman, 21. Mai 1988
18. And So Died Riabouchinska, 28. Mai 1988
19. The Dwarf, 7. Juli 1988
20. A Miracle of Rare Device, 14. Juli 1989
21. The Lake, 21. Juli 1989
22. The Wind, 28. Juli 1989
23. The Pedestrian, 4. August 1989
24. A Sound of Thunder, 11. August 1989
25. The Wonderful Death of Dudley Stone, 18. August 1989
26. The Haunting of the New, 15. September 1989
27. To the Chicago Abyss, 22. September 1989
28. Hail and Farewell, 30. September 1989
29. The Veldt, 10. November 1989
30. Boys! Raise Giant Mushrooms in Your Cellar! 17. November 1989
31. Mars Is Heaven, 20. Juli 1990
32. The Murderer, 27. Juli 1990
33. Touched With Fire, 3. August 1990
34. The Black Ferris, 10. August 1990
35. Usher II, 17. August 1990
36. Touch of Petulance, 12. Oktober 1990
37. And the Moon Be Still As Bright, 19. Oktober 1990
38. The Toynbee Convector, 26. Oktober 1990
39. Exorcism, 2. November 1990
40. The Day it Rained Forever, 9. November 1990
41. The Long Years, 16. November 1990
42. Here There Be Tygers, 30. November 1990
43. The Earthmen, 3. Januar 1992
44. Zero Hour, 10. Januar 1992
45. The Jar, 17. Januar 1992
46. Colonel Stonesteel and the "Desperate Empties", 24. Januar 1992
47. The Concrete Mixer, 31. Januar 1992
48. The Utterly Perfect Murder, 7. Februar 1992
49. Let's Play Poison, 14. Februar 1992
50. The Martian, 21. Februar 1992
51. The Lonely One, 10. Juli 1992
52. The Happiness Machine, 17. Juli 1992
53. Tomorrow's Child, 14. August 1992
54. The Anthem Sprinters, 21. August 1992
55. By the Numbers, 11. September 1992
56. The Long Rain, 19. September 1992
57. The Dead Man, 26. September 1992
58. Sun and Shadow, 3. Oktober 1992
59. Silent Towns, 10. Oktober 1992
60. Downwind From Gettysburg, 17. Oktober 1992
61. Some Live Like Lazarus, 24. Oktober 1992
62. The Handler, 27. Oktober 1992
63. Fee Fie Foe Fum, 28. Oktober 1992
64. Great Wide World Over There, 29. Oktober 1992
65. The Tombstone, 30. Oktober 1992

## Überlieferung
Im Mai 2022 veröffentlichte PIDAXFILM die Bradbury Trilogie mit den drei Episoden Die Marionetten AG (Marionettes, Inc.), Ein Fremder in der Stadt (The Playground) und Die Menge aus dem Nichts (The Crowd) auf DVD.